# Adolf Winkler (Musiker)
Adolf „Ramadolf“ Winkler (* 29. März 1939 in Lomé) ist ein togoischer Jazzmusiker (Posaune, Komposition, Arrangement, auch Balaphon und kleine Perkussionsinstrumente).
Winkler migrierte 1965 nach Paris, wo er seit einem Aufenthalt in London (1968–1970) auch heute lebt. 1970 spielte er im Matumbo-Orchester von Ray Stephen Oche, an dessen erstem Album er als Perkussionist beteiligt war. Teilweise unter dem Namen Ramadolf gehörte er in den 1970er und frühen 1980er Jahren zum Intercommunal Free Dance Music Orchestra um François Tusques, mit dem er fünf Schallplatten vorlegte. Daneben spielte er mit Eddy Louiss (Combo, Histoire sans parole) und in Alan Silvas Celestial Communications Orchestra. Weiterhin ist er auf Alben von Edja Kungali, Louis Xavier und Bonga zu hören. Tom Lord verzeichnet 12 Aufnahmen als Adolf Winkler zwischen 1972 und 1990 und 3 Aufnahmen als Ramadolf zwischen 1979 und 1981 (bzw. eine – verschrieben – als Ramaldof 1990).